# Xenomolgula mira
Xenomolgula mira is een zakpijpensoort uit de familie van de Molgulidae. De wetenschappelijke naam van de soort is voor het eerst geldig gepubliceerd in 1931 door Arnback.